# Eric Tsang

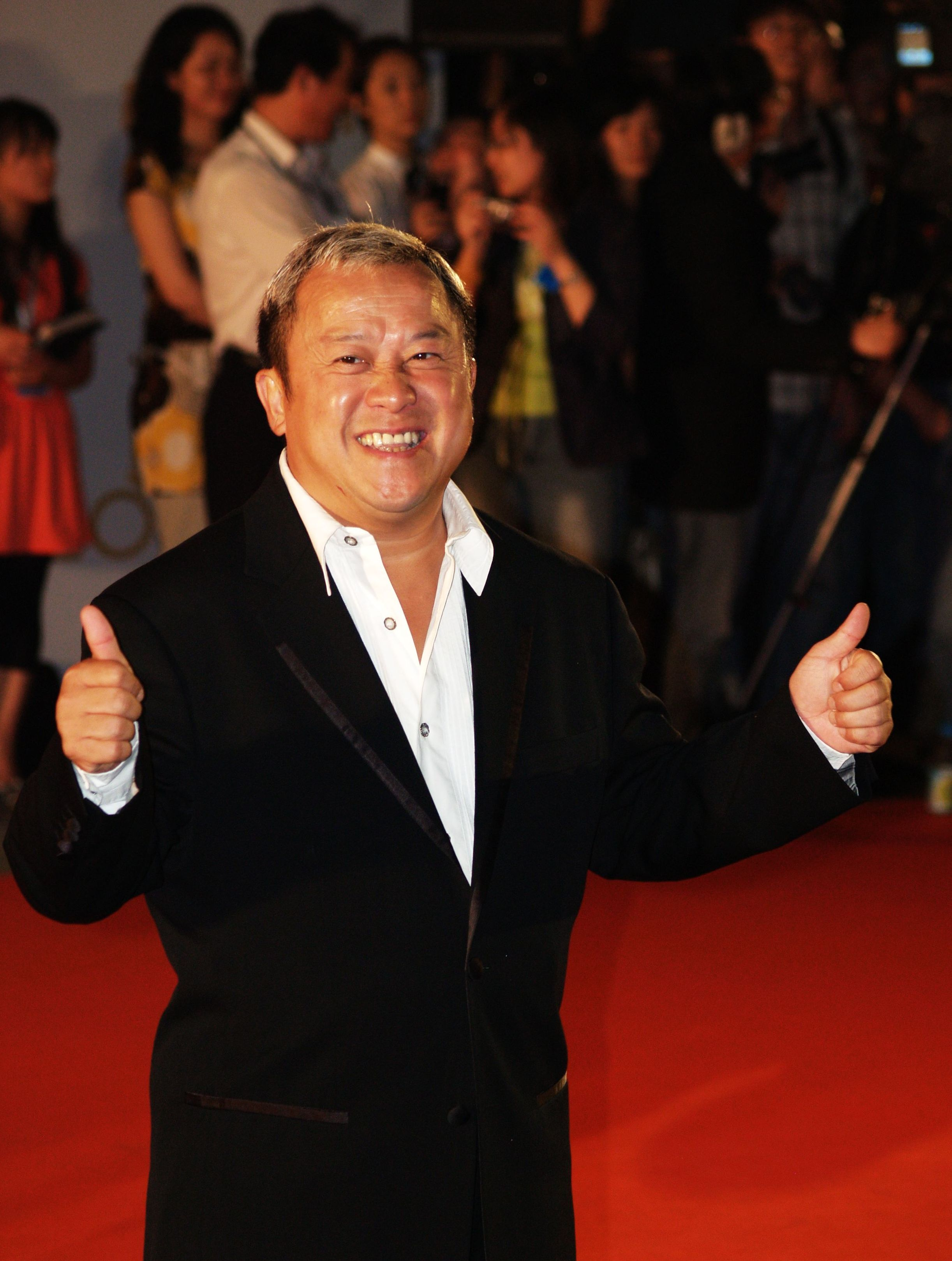
Eric Tsang, 2007

Eric Tsang Chi Wai (chinesisch 曾志偉 / 曾志伟, Pinyin Zēng Zhìwěi, W.-G. Cheng Zhi-Wei, Jyutping Zang1 Zi3wai5, kantonesisch Tsang Chi-Wei; * 14. April 1953 in Hongkong) ist Darsteller, Regisseur, Produzent, Drehbuchautor und ein beliebter Moderator von großen TV-Veranstaltungen. Beim TVB, dem ersten kostenlosen kommerziellen Fernsehsender Hongkongs, war Tsang 18 Jahre lang Moderator einer Gameshow namens „Super Trio Series“ („獎門人系列 / 奖门人系列“), der in Hongkong auf Sendung ging. Er war in über 255 Filmen als Schauspieler, bei 49 Filmen als Produzent und bei 27 Filmen als Regisseur aktiv.
Aufgrund seiner Popularität war er häufig Moderator verschiedenster Veranstaltungen, die vom TV-Sender TVB ausgerichtet wurden. Am Anfang seiner Schauspielkarriere wurde er durch seine komödiantischen Rollen als vertrottelter Lüstling, wie z. B. bei My Lucky Stars, bekannt. Nach einiger Zeit nahm er immer mehr ernstzunehmenderen Rollen an. 1991 wurde er sogar als bester Hauptdarsteller für den Film "Alan and Eric" mit einem Hong Kong Film Award ausgezeichnet. Spätestens seit der Infernal-Affairs-Trilogie, in der er den Triadenboss Sam verkörperte, sind seine schauspielerischen Qualitäten als Charakterdarsteller auch in Deutschland bekannt.
Tsang sammelte durch Sammo Hungs Empfehlung 1972 erste Erfahrung im Showgeschäft als Darsteller im Wuxia-Film „Die Rache der gelben Tiger“ (Alternativtitel: „The 14 Amazons“) des ehemaligen Shaw Brothers Studios. 1974 begann er seine Filmkarriere als Stuntman mit Kungfu-Wurzeln (龍虎武師 / 龙虎武师, kurz 武師 / 武师) in der Stuntmann-Mannschaft von bekannten Martial-Arts-Choreograf und ehemaligen Kungfu-Darsteller Lau Kar-Leung. Tsang hat auch bei den ersten beiden Filmen der Mad-Mission-Filmreihe (Alternativtitel: „Aces Go Places“) mit Sam Hui und Karl Maka Regie geführt. Er war bisher bei 27 Filmen als Regisseur, bei 44 Produktionen als Produzent und bei über 240 Filmen als Darsteller aktiv.

## Familie und Privatleben
Eric Tsang ist aus der Hakka-Ehnie dessen Wurzel der Ahnen vom Kreis Wuhua in Guangdong stammen. Tsangs stammt aus einer Polizeifamilie, dessen Vater Tsang Kai-wing (曾啟榮 / 曾启荣) ein ehemaliger Fußballer und Polizeibeamter war. Aufgrund eines Korruptionsverfahrens der Hongkonger Anti-Korruptionsbehörde „ICAC“ (englisch Independent Commission Against Corruption) gegen Tsangs Vater, floh dieser 1976 während eines Berufungsantrag gegen eine dreijährige Gefängnisstrafe nach Taiwan und verblieb aufgrund internationaler Haftbefehl bis zu seinem Tod 2011 dort. Von 1972 bis 1975 war Eric Tsang mit Wang Meihua (王美華 / 王美华) verheiratet.
In zweiter Ehe ist er seit 1989 mit Song Lihua (宋麗華 / 宋丽华) verheiratet. Eric Tsang ist Vater von vier Kindern. Er hat zwei Töchter aus erster Ehe (Bowie Tsang und Wing Yee Tsang) und zwei Söhne aus zweiter Ehe (Derek Tsang und Mark Tsang).

## Filmografie

### Darsteller
| - 1974: Na Cha the Great - 1974: The Tournament (deutsch: Kickbox Champ) - 1974: A Man Called Stoner (deutsch: Stoner) - 1975: Five Shaolin Masters (deutsch: Die gnadenlosen 5) - 1976: Challenge of the Masters - 1977: The Four Shaolin Challengers - 1977: The Iron Fisted Monk - 1978: Warriors Two - 1978: Enter The Fat Dragon (deutsch: Der kleine Dicke mit dem Superschlag) - 1979: The Challenger (deutsch: Der Herausforderer) - 1979: Crazy Couple - 1980: Read Lips - 1980: By Hook or by Crook - 1980: The Loot - 1981: All the Wrong Clues - 1981: Chasing Girls - 1981: End of Wicked Tiger - 1981: The Legend of the Owl - 1981: Warrior from Shaolin - 1982: It Takes Two - 1982: Till Death Do We Scare - 1983: Play Catch - 1984: Beloved Daddy - 1984: Double Trouble - 1984: Heaven Can Help (Darsteller) - 1984: My Sentimental Little Friend - 1985: Affectionately Yours - 1985: Friendly Ghost - 1985: Funny Face - 1985: Funny Triple - 1985: Tokyo Powerman - 1985: Those Merry Souls - 1985: Powerman 2 - 1985: Women - 1986: Millionaire's Express (deutsch: Die wüsteste Truppe der Welt) - 1986: Shyly Joker - 1986: The Strange Bedfellow - 1987: Final Victory - 1987: Golden Swallow - 1987: It's a Mad Mad World - 1987: Naughty Cadets of Patrol - 1987: The Romancing Star - 1987: Scared Stiff - 1987: Seven Years Itch - 1987: The Thirty Million Dollar Rush - 1988: 18 Times - 1988: Carry on Hotel - 1988: Criminal Hunter - 1988: Double Fattiness - 1988: Greatest Lover - 1988: How To Pick Girls Up - 1988: In the Line of Duty 3 (deutsch: Ultra Force 3) - 1988: Into the Night - 1988: Keep on Dancing - 1988: Mister Mistress - 1988: The Other 1/2 & the Other 1/2 - 1988: The Romancing Star 2 - 1988: Shy Spirit - 1989: Dream of Desire - 1989: Eine Tasse Tee für die Liebe (Eat a Bowl of Tea) - 1989: Forever Young - 1989: It's a Mad, Mad, Mad World 3 - 1989: Little Cop - 1989: Lucky Guys - 1989: News Attack - 1989: Pedicab Driver - 1989: Reincarnation of Golden Lotus - 1989: Return of the Lucky Stars - 1989: They Came to Rob Hong Kong - 1990: Curry and Pepper - 1990: Fatal Vacation - 1990: The Fortune Code - 1990: The Other Half - 1990: The Sniping - 1990: Sunshine Friends - 1991: Alan & Eric – Between Hello and Goodbye - 1991: The Banquet - 1991: The Last Blood - 1992: The Days Of Being Dumb - 1992: Hongkong Powerman - 1992: Once Upon A Time A Hero In China - 1992: The Twin Dragons (deutsch: Twin Dragons) - 1993: Bogus Cops - 1993: Chez 'n Ham - 1993: Drug Tiger - 1993: Master Wong vs. Master Wong - 1993: Project S (deutsch: Mega Cop) - 1993: Vampire Family - 1993: Yesteryou Yesterme Yesterday - 1994: Always Be the Winners - 1994: The New Legend of Shaolin (deutsch: Master der Shaolin) - 1994: He's a Woman, She's a Man - 1994: Moonlight Boy - 1994: Oh! Yes Sir! - 1994: Over the Rainbow, Under the Skirt - 1996: Twinkle Twinkle Lucky Star - 1996: The Age of Miracles - 1996: Who's the Woman, Who's the Man - 1996: Comrades, Almost a Love Story - 1996: How to Meet the Lucky Stars - 1997: Final Justice - 1997: The Wedding Days - 1997: Yesterday You, Yesterday Me - 1997: Task Force - 1997: Hold You Tight - 1998: Anna Magdalena - 1998: Jet Li Contract Killer – Im Auftrag des Todes (Hitman) (Darsteller) - 1998: Mr. Wai-Go - 1998: Sleepless Town - 1999: When I Look Upon the Stars - 1999: Gigolo of Chinese Hollywood - 1999: Gen-X Cops (deutsch: Gen-X Cops) - 1999: Fly Me to Polaris - 1999: Metade Fumaca (Ban zhi yan) | - 2000: And I Hate You So - 2000: Jiang Hu – the Triad Zone - 2000: I.Q. Dudettes - 2001: The Accidental Spy (deutsch: Spion wider Willen) - 2001: Cop on a Mission - 2001: Take 2 in Life - 2001: Merry Go Round - 2001: The Loser's Club - 2002: No Problem 2 - 2002: Partners - 2002: Frugal Game (Darsteller) - 2002: Troublesome Night 15 - 2002: Three… Nightmares - 2002: Infernal Affairs - 2002: Golden Chicken - 2003: Fu Bo - 2003: Dragon Loaded 2003 - 2003: Men Suddenly in Black - 2003: City of SARS - 2003: Infernal Affairs II - 2003: Infernal Affairs III - 2004: In-Laws, Out-Laws - 2004: Papa Loves You - 2004: Jiang Hu - 2004: Love is a Many Stupid Thing - 2005: It Had To Be You - 2005: Colour of the Loyalty - 2005: Bar Paradise - 2005: Divergence - 2005: 2 Young - 2005: Ah Sou aka Mob Sister - 2005: A Wondrous Bet - 2006: Men suddenly in Black II - 2007: Bullet and Brain - 2008: Kung Fu Drunk - 2009: The Treasure Hunter - 2009: Bodyguards and Assassins - 2010: Just anothers Pandoras Box - 2011: I love Hong Kong - 2011: Men suddenly in Love - 2011: The Fortune Buddies - 2012: 72 Heroes - 2013: Ip Man: Final Fight - 2013: 7 Assassins - 2014: Hello Babies - 2015: King of Mahjong - 2015: Monster Hunt - 2015: Skiptrace - 2017: Kung Fu Yoga: Der goldene Arm der Götter - 2017: The Adventurers - 2018: Golden Job - 1978: The 36th Chamber of Shaolin (deutsch: Die 36 Kammern der Shaolin) - 1981: The Crazy Chase - 1982: Aces Go Places (deutsch: Mad Mission) - 1983: Aces Go Places 2 (deutsch: Mad Mission 2) - 1986: Lucky Stars Go Places - 1986: Shyly Joker - 1986: The Strange Bedfellow - 1986: Der rechte Arm der Götter (Co-Regie) - 1987: Trouble Couples - 1987: You're My Destiny - 1989: Forever Young - 1989: Little Cop - 1990: Fatal Vacation - 1991: The Tigers - 1992: Come Fly The Dragon - 1992: Handsome Siblings - 1993: Vampire Family - 1996: Those were the Days - 2013: 7 Assassins - 1989: Forever Young - 1989: Little Cop - 1990: Fatal Vacation - 1990: The Outlaw Brothers - 1990: Sunshine Friends - 1991: Alan & Eric – Between Hello and Goodbye - 1991: The Last Blood - 1991: Zodiac Killers - 1992: Taking Manhattan - 1993: Midnight Calling - 1993: He Ain't Heavy, He's My Father - 1996: Those were the Days - 1996: How to Meet the Lucky Stars - 1997: The Wedding Days - 2002: The Eye - 2003: Golden Chicken 2 - 2004: The Eye 2 - 2004: Jiang Hu - 2004: Dumplings - Delikate Versuchung - 2005: It Had To Be You - 2005: Three...Extremes - 2008: Das Königreich der Yan - 2018: Golden Job |

## Auszeichnungen
- 1991: Gewinner HK Film Bester Schauspieler Alan und Eric Tsang "Between Hello and Goodbye"
- 1996: Gewinner HK Film Beste Nebenrolle "Comrades, Almost a Love Story"
- 1987: Nominiert HK Film Bester Schauspieler "Final Victory"
- 1988: Nominiert HK Film Beste Nebenrolle "The Other Half and the Other Half"
- 1996: Gewinner Golden Bauhinia Beste Nebenrolle "Comrades, Almost a Love Story"
- 1997: Nominiert HK Film Beste Nebenrolle "Task Force"
- 1998: Nominiert HK Film Beste Nebenrolle "Hold You Tight"
- 1999: Nominiert HK Film Bester Schauspieler "Metade Fumaca"
- 2002: Nominiert HK Film Beste Nebenrolle "Infernal Affairs"